# ميزوري
ميزوري أو مِزورِي (بالإنجليزية: Missouri) هي ولاية في منطقة الغرب الأوسط من الولايات المتحدة، وتم إدخالها إلى الاتحاد في عام 1821. يسكن الولاية أكثر من ستة ملايين نسمة، وترتيبها الثامن عشر من حيث السكان. أكبر المناطق الحضرية هي سانت لويس، كانساس سيتي، سبرينغفيلد، كولومبيا. عاصمتها هي مدينة جيفرسون سيتي وتقع على نهر ميزوري. ترتيبها الحادي والعشرين من حيث المساحة وتتمتع بتنوع جغرافي. كانت السهول الشمالية مغطاة بالأنهار الجليدية، ثم البراري طويلة الأعشاب، وهي الآن مقسمة إلى أراضي زراعية تتمتع بإنتاجية كبيرة. في الجنوب توجد هضبة الأوزارك، وهي مرتفعات تغطيها الغابات وتؤمّن الأخشاب والمعادن، وهي وجهة ترفيهية. يشكل نهر المسيسيبي الحدود الشرقية للولاية، وتشكل مياهه مستنقع ميسوري بوتهيل.
سكن البشر أرض ميسوري منذ 12,000 سنة. وقد بنى أهل حضارة المسيسيبي المدن والتلال قبل أن تنحسر في القرن الرابع عشر. عندما وصل المستكشفون الأوروبيون في القرن السابع عشر واجهوا قبائل أوساج وميسوريا. أسس الفرنسيون إقليم لويزيانا، وهو جزء من فرنسا الجديدة، وأسسوا مدينة سان جينفييف في عام 1735 وسانت لويس في 1764. بعد فترة وجيزة من الحكم الاسباني، ملكت الولايات المتحدة الإقليم في صفقة شراء لويزيانا في عام 1803. استوطن الأميركيون من الجنوب وكذلك العبيد السود إقليم ميزوري. استقر العديد من فرجينيا وكنتاكي وتينيسي في منطقة بونسليك في وسط ميسوري. بعد فترة وجيزة، شهدت المنطقة هجرة كثيفة من الألمان وشكلوا منطقة ميسوري راينلاند.
لعبت ميسوري دورا محوريا في توسع الولايات المتحدة غربا، كما يظهر في نصب قوس جيت واي. بدأت دروب الهجرات والبريد والماشية مثل بوني إكسبرس، أوريغون ترايل، سانتا في ترايل، وكاليفورنيا تريل في ميسوري. كانت ميسوري ولاية حدودية، في الحرب الأهلية الأمريكية وكان دورها في الحرب معقدا ووشهدت أراضيها العديد من الصراعات. وبعد الحرب، أصبحت كل من سانت لويس الكبرى ومنطقة كانساس سيتي الحضرية مراكز للتصنيع والأعمال. واليوم، تنقسم الولاية إلى 114 مقاطعة ومدينة سانت لويس المستقلة.
ثقافة ميسوري هي مزيج من عناصر من ثقافات الغرب الأوسط وجنوب الولايات المتحدة. وتطورت بها أنماط موسيقية مثل الراجتايم، جاز كانساس سيتي، بلوز سانت لويس. سانت لويس هي أيضا مركز رئيسي لصنع البيرة؛ شركة أنهايزر بوش هي أكبر منتج في العالم. يتم إنتاج نبيذ ميسوري في مناطق ميسوري راينلاند القريبة وأوزاركس. تعتبر قوانين الكحول في ميسوري من بين أكثر القوانين تساهلا في الولايات المتحدة. تشمل الوجهات السياحية الشهيرة بحيرة أوزاركس وبرانسون. ميسوري هي موطن الرئيس الأمريكي هاري ترومان.
ومن بين مشاهير الميسوريين مارك توين، والت ديزني، تشاك بيري، نيللي. بها بعض الشركات الكبيرة مثل سيرنر، إكسبرس سكؤيبتس، مونسانتو، إيمرسون إلكتريك، إدوارد جونز، إتش أند آر بلوك، ويلز فارجو للاستشارات وأورايلي لقطع غيار السيارات.

## جغرافيا
تجاور ولاية ميزوري الأمريكية ثمانية ولايات أخرى. من الشمال ولاية آيوا، ومن الشرق نهر مسيسيبي، وإلينوي، وكنتاكي، وتينيسي، ومن الجنوب آركانسو، ومن الغرب أوكلاهوما، وكانزاس، ونبراسكا. أشهر الأنهار التي تجري في الولاية هما نهر مسيسيبي ونهر ميزوري.

## تاريخ
كانت ميزوري جزء من صفقة شراء لويزيانا، عندما اشترت الولايات المتحدة الأمريكية 529911681 من فرنسا في عام 1803 بمبلغ 15 مليون دولار أمريكي. أصبحت ميزوري إحدى الولايات المتحدة في 10 أغسطس 1821، وكانت الولاية الرابعة والعشرين.

## خصائص سكانية
مع حلول عام 2005، قدر عدد سكان ولاية ميزوري الأمريكية 5800310 نسمة، ويمثل ذلك زيادة بنسبة 0.7%. التركيب العرقي لسكان الولاية لعام 2000:
- البيض (84.9%)
- السود (11.2%)
- الآسيويون (1.1%)
- الأمريكيون الأصليون (0.4%)
- الأعراق الأخرى (0.9%)
- الأعراق المختلطة (1.5%)
- البيض غير الهسبانيين (83.8%)
- الهسبانيون (2.1%)

أكبر خمسة مجموعات عرقية في ولاية ميزوري هم: الألمان (23.5%)، الآيرلنديون (12.7%)، الأمريكيون (10.5%)، الإنجليز (9.5%)، الفرنسيون (3.5%). الأمريكيون يشملون الأمريكيين الأصليين والأمريكيين الأفارقة.

## وصلات خارجية
- الموقع الرسمي